# 宮本浩次 (シンガーソングライター)
宮本 浩次（みやもと こうじ、1969年7月4日 - ）は、日本の男性シンガーソングライター。

## 概要
山口県出身。他アーティストへの楽曲提供等の活動を経て、1996年にEpic/Sony Recordsからシングル『タイトでキュートなヒップがシュールなジョークとムードでテレフォンナンバー』でデビュー。ちなみに同曲は、当時日本で最も長いタイトルのシングル曲であった。独特なポップセンスが高く評価されていたが、2004年にアーティストとしての活動を休止。根強いファンから復帰が待たれていたが、2009年8月7日遂に公式HPを更新、メールマガジンの発行を開始し5年ぶりの活動再開を発表した。以後、東京を中心にワンマンライブを行っている。渡辺美里や宇都宮隆らへ楽曲提供などもしている。芸人の博多大吉が昔からのファンでライブの度によく花を贈っている。

## ディスコグラフィー

### アルバム
- 奇麗になりたい（1996年4月21日）
- umbrella（1997年10月22日）
- Personal notes（2000年4月19日）
- Cozy-guitar（2001年3月23日）
- kotoyoro（Live）（2003年3月14日）
- Haru no Kioku（Live）（2004年7月23日）
- ONE DAY（Live）（2010年6月25日）
- HOT TRIP（Live）（2011年4月16日）

### 映像作品
ビデオ
- 奇麗になりたい（1997年1月22日）

ライブDVD
- HOT TRIP（2011年4月16日）（2枚組）
- Plain jam case & LIVE（2012年5月22日）

### 提供楽曲
作詞・作曲
- 宇都宮隆『On the border』（アルバム『LOVE-iCE』収録）

作曲
- 渡辺美里
  - 『こんな風の日には』『初恋』『SHOUT』（アルバム『Baby Faith』収録）
  - 『キャッチボール』（アルバム『M・Renaissance〜エム・ルネサンス〜』収録）

## タイアップ一覧
| 年     | 曲名                  | タイアップ                                                      |
| ------ | --------------------- | --------------------------------------------------------------- |
| 1997年 | 邪心（OK!スレンダー） | サークルK CMソング                                              |
| 2000年 | バニラクレープ        | テレビ東京系『クイズ赤恥青恥』エンディング・テーマ（1月 - 3月） |

## ヘヴィー・ローテーション/パワープレイ

### テレビ
| 年     | 曲名                                                                     | ヘヴィー・ローテーション/パワープレイ    |
| ------ | ------------------------------------------------------------------------ | ---------------------------------------- |
| 1996年 | タイトでキュートなヒップがシュールなジョークとムードでテレフォンナンバー | スペースシャワーTV1996年1月度POWER PUSH! |

### ラジオ
| 年     | 曲名                                                                     | ヘヴィー・ローテーション/パワープレイ      |
| ------ | ------------------------------------------------------------------------ | ------------------------------------------ |
| 1996年 | タイトでキュートなヒップがシュールなジョークとムードでテレフォンナンバー | FM802 1996年2月度ヘヴィー・ローテーション  |
| 1996年 | タイトでキュートなヒップがシュールなジョークとムードでテレフォンナンバー | FM-NIIGATA 1996年2月度パワープレイ         |
| 1997年 | だいたい彼女は…                                                          | FM802 1997年10月度ヘヴィー・ローテーション |

## ラジオ
- Miracle Colors（ZIP-FM）
- 宮本浩次のCLOSING TIME（bay-fm）
- LIPS FACTORY（文化放送）
- ミュージックガンボ（FM802）